# Salonkolumnisten
Salonkolumnisten ist ein 2016 gegründetes Gemeinschaftsblog. Als gemeinsamer Nenner der Autorenschaft wird die Verteidigung der offenen Zivilgesellschaften inner- und außerhalb Deutschlands angegeben.

## Geschichte
Die Plattform startete als Gruppe aus 27 Journalisten und Journalistinnen am 8. Dezember 2016 mit der Podiumsdiskussion „Die Radikalisierung des politischen Diskurses“ mit den Podiumsteilnehmern Julian Reichelt, David Harnasch, Saba Farzan (FDP) und Michael Seemann in der Konrad-Adenauer-Stiftung in Berlin.

## Ausrichtung
Paul Ingendaay sah 2016 in der Frankfurter Allgemeinen Zeitung das Manifest der Salonkolumnisten als „eine weltanschaulich weit gefasste Reaktion auf den Ansturm der Vereinfacher und Populisten“. Es positioniere sich gegen befürchtete Desinformationskampagnen von Russia Today bis zu Wikileaks. „Unter uns befinden sich SPD- und CDU-, Wechsel- und Garnichtwähler, Grüne, Anhänger der Demokraten und der amerikanischen Republikaner, Monarchisten“, schreiben die Initiatoren, ferner „Anarchisten, Konservative und Liberale, liberalkonservative Sozialdemokraten und sozialliberale Anarchokonservative – und sogar ein paar Mitglieder der FDP“.
Gunter Weißgerber schrieb 2018 im PT-Magazin, die Salonkolumnisten seien zusammen mit anderen Plattformen wie „Tichys Einblick“ und „Achse des Guten“ „intellektuell frei von Selbstzensur“, im Gegensatz zu (laut Weißgerber) Erziehungsmedien wie ARD und ZDF.

## Betreiber
Betreiber der Plattform ist die Salonkolumnisten UG (haftungsbeschränkt), vertreten durch David Harnasch und Jan-Philipp Hein. Letzterer ist auch der Verantwortliche im Sinne des Presserechts.

## Autoren
- Thore Barfuss
- Jan C. Behrends
- Til Biermann
- Tobias Blanken
- Johannes C. Bockenheimer
- Gideon Böss
- Axel Brüggemann
- Catharina Bruns
- Felix Dachsel
- Ellen Daniel
- Franziska Davies
- Johannes Dultz
- Philip Fabian
- Alex Feuerherdt
- Sebastian Geisler
- Alexander Gutzmer
- David Harnasch
- Eliyah Havemann
- Jan-Philipp Hein
- Franziska Holzfurtner
- Christian Honey
- Johannes Kaufmann
- Daniel Killy
- David Kirsch
- Marisa Kurz
- Stefan Laurin
- Karl-Hermann Leukert
- Marko Martin
- Michael Miersch
- Deana Mrkaja
- Konrad Müller
- Ralf Nestler
- Martin Niewendick
- Andreas Öhler
- Thomas Petersen
- Jennifer Nathalie Pyka
- Bernd Rheinberg
- Amardeo Sarma
- Florian Schmidt
- Richard C. Schneider
- Arthur Sensenmann
- Hannes Stein
- Richard Volkmann
- Anna Veronika Wendland
- Ludger Weß
- Michael Wolffsohn

## Ehemalige Autoren
- Sebastian Bartoschek
- Judith Sevinç Basad
- Christine Brinck
- Juliane Fischer
- Diana Kinnert
- Klaus Kocks
- Teresa Retzer
- Antje Schippmann
- Christian Soeder
- Christiane Sohn
- Fabian Weißbarth